# Корпоративна облігація
Корпоративна облігація (англ. Corporate bond) — облігація, що випускається корпораціями (юридичними особами) для фінансування своєї діяльності. Як правило, корпоративна облігація є довгостроковим борговим інструментом з терміном погашення більше року.
Форма: документарний цінний папір на пред'явника, або бездокументарний цінний папір.

## Класифікація корпоративних облігацій
1) В залежності від способу забезпечення:
- Забезпечені КО - забезпечені заставою будь-якого рухомого або нерухомого майна підприємства. У разі несплати боргу або % по ньому відбувається реалізація застави, виручка від якої йде на задоволення претензій власника облігації;
- Незабезпечені КО - являють собою загальне право вимоги і не мають спеціального забезпечення. При відмові проводити виплати по облігаціях ніяке конкретне майно не може бути заарештовано, тобто кредитори не мають будь-якої додаткової захисту. Випуск незабезпечених облігацій можуть дозволити собі найбільші корпорації, платоспроможність яких не викликає сумнівів.

2) З точки зору збереження терміну дії облігації: 
- З незмінним терміном;
- З постійно змінюваним терміном - зі скороченим терміном позики, можуть бути відкликані достроково.

3) За умовами погашення позики: 
- Всі облігації одної позики погашаються в один час;
- Емітент випускає облігації в кілька серій і кожна серія має свою дату погашення.

4) З точки зору стабільності принесеного доходу: 
- З твердим % доходом - дохід залишається незмінним протягом усього терміну облігації;
- З плаваючим доходом - % ставка прикріплюється до % ставки по ДКО.

5) З точки зору повноти прав, наданих їх власникам: 
- Конвертовані облігації - облігація, яка дає інвестору право вибору: розглядати даний цінний папір як чисту облігацію із закладеною в її умовах прибутковістю або після досягнення обумовленого терміну конвертувати її в певне число (звичайних) акцій;
- Облігації з ордером - дають право на покупку нових облігацій або акцій за фіксованою ціною.